# Merilyn Phillips
Merilyn Phillips (nascida em 19 de março de 1957) é uma ex-ciclista caimanesa. Ela representou as Ilhas Cayman durante os Jogos Olímpicos de Verão de 1984, na prova de corrida em estrada.